# Mistrovství Evropy v orientačním běhu 2018
12. Mistrovství Evropy v orientačním běhu 2018 (European Orienteering Championships 2018) se konalo ve dnech 5.–13. května 2018 ve Švýcarsku, s hlavním centrem v Cadempino v kantonu Ticino. Mistrovství bylo první zastávkou Světového poháru 2018 a zároveň proběhlo společně s Mistrovství Evropy v trail orienteeringu. Závody zahrnovaly disciplíny sprint, sprintová štafeta, krátká trať, klasická trať a štafety. Terén šampionátu byl pestrý – od městských sprintů až po technicky náročné lesní tratě v alpské krajině. Nejúspěšnější reprezentací bylo domácí Švýcarsko, kde v individuálních závodech vynikli Matthias Kyburz a Daniel Hubmann, kteří si rozdělili tituly ve sprintu a krátké trati. Ve sprintové štafetě zvítězil švýcarský tým ve složení Judith Wyderová, Florian Howald, Martin Hubmann a Elena Roos. V ženských individuálních závodech uspěla Marika Teini, která získala historické zlato pro Finsko. Český tým zaznamenal několik předních umístění, zejména Vojtěch Král, který se umístil v top 10 ve sprintu i na klasické trati. Mezi ženami se nejlépe vedlo Denise Kosové, která se podílela na čtvrtém místě českého týmu ve sprintové štafetě. Z mistrovství byla připravena 30minutová reportáž, kterou odvysílala Česká televize.

## Program závodů
Mistrovství Evropy v orientačním běhu 2018 se konalo od 5. do 14. května 2018 a zahrnovalo pět soutěžních disciplín: sprint, sprintová štafeta, krátká trať, klasická trať a štafety. Každý závod se odehrál v odlišné lokalitě švýcarského kantonu Ticino, přičemž jednotlivé tratě byly navrženy tak, aby kombinovaly městské i přírodní prostředí. Šampionát byl zahájen 5. května otevřením soutěžního centra a kempingu v Cadempino. Prvním závodem byla 6. května kvalifikace sprintu v Bellinzoně, následovaná finálovým závodem v Mendrisio. Téhož dne se uskutečnilo slavnostní zahájení mistrovství. 7. května byl volný den. 8. května byla na programu kvalifikace krátké trati v Carona, zatímco 9. května se běželo finále krátké trati v Serpiano. 10. května patřil sprintovému mistrovství Švýcarska a následně se zde konala i sprintová štafeta EOC. Po volném dni 11. května následoval 12. května závod štafet, který se odehrál v Tesserete. Závěrečný den mistrovství, 13. května, patřil klasické trati, jejíž dějištěm byla oblast Capriasca. Tento závod uzavřel program šampionátu a rozhodl o celkovém pořadí jednotlivců i nárdních týmů.
Soutěže byly součástí pětidenního festivalu orientačního běhu (5 Days Ticino), který probíhal paralelně s mistrovstvím Evropy a umožnil amatérským běžcům poměřit síly ve stejných terénech jako elitní závodníci.
Program Mistrovství Evropy byl zveřejněn v souladu s Pravidly IOF na stránce závodu:
| Ticino Centrum Mistrovství Evropy 2018 - ŠVÝCARSKO | Den        | Závod                                             | Centrum závodu | Terény závodů                                                                                       |
| -------------------------------------------------- | ---------- | ------------------------------------------------- | -------------- | --------------------------------------------------------------------------------------------------- |
| Ticino Centrum Mistrovství Evropy 2018 - ŠVÝCARSKO | 5. května  | Otevření kempingu a soutěžního centra             | Cadempino      | |
| Ticino Centrum Mistrovství Evropy 2018 - ŠVÝCARSKO | 6. května  | Sprint – kvalifikace                              | Bellinzona     | historické centrum s úzkými uličkami, změny směru, kombinace dlažebního povrchu a městské zástavby. |
| Ticino Centrum Mistrovství Evropy 2018 - ŠVÝCARSKO | 6. května  | Sprint – finále                                   | Mendrisio      | historické centrum s úzkými uličkami, změny směru, kombinace dlažebního povrchu a městské zástavby. |
| Ticino Centrum Mistrovství Evropy 2018 - ŠVÝCARSKO | 7. května  | Volný den                                         |                | |
| Ticino Centrum Mistrovství Evropy 2018 - ŠVÝCARSKO | 8. května  | Kvalifikace krátké trati                          | Carona         | lesní terén s prudkým převýšením, kamenité podloží, technicky náročná orientace.                    |
| Ticino Centrum Mistrovství Evropy 2018 - ŠVÝCARSKO | 9. května  | Finále krátké trati                               | Serpiano       | hustý les s omezenou viditelností, prudké svahy a velké množství detailních tvarů.                  |
| Ticino Centrum Mistrovství Evropy 2018 - ŠVÝCARSKO | 10. května | Sprintová štafeta + Sprintový šampionát Švýcarska | Tesserete      | rychlé městské prostředí s úzkými uličkami a častými změnami směru.                                 |
| Ticino Centrum Mistrovství Evropy 2018 - ŠVÝCARSKO | 11. května | Volný den                                         |                | |
| Ticino Centrum Mistrovství Evropy 2018 - ŠVÝCARSKO | 12. května | Štafety                                           | Tesserete      | lesní terén s prudkými svahy, hustým podrostem a omezenou viditelností.                             |
| Ticino Centrum Mistrovství Evropy 2018 - ŠVÝCARSKO | 13. května | Finále klasické trati                             | Capriasca      | rozlehlé horské louky s proměnlivou vegetací, střídání otevřených a hustě zarostlých úseků.         |
| Ticino Centrum Mistrovství Evropy 2018 - ŠVÝCARSKO | 14. května | Uzavření soutěžního centra a kempingu             | Cadempino      | |

## Účastníci
Mistrovství Evropy v orientačním běhu 2018 se zúčastnili sportovci z 32 členských výprav Mezinárodní federace orientačního běhu. Celkem startovalo 305 závodníků, z toho 171 mužů a 134 žen. Společně s trenéry, funkcionáři a organizačním týmem se celkový počet akreditovaných osob vyšplhal na 364 účastníků.
- Austrálie (2+3)
- Rakousko (4+5)
- Bělorusko (1+0)
- Belgie (0+8)
- Bulharsko (7+6)
- Chorvatsko (2+0)
- Česko (7+7)
- Dánsko (6+6)
- Estonsko (6+6)
- Finsko (11+9)
- Francie (8+6)
- Německo (7+6)
- Spojené království (9+8)
- Izrael (0+3)
- Itálie (6+6)
- Japonsko (1+0)
- Lotyšsko (7+6)
- Litva (5+4)
- Nový Zéland (2+1)
- Norsko (12+10)
- Polsko (3+3)
- Portugalsko (3+2)
- Rumunsko (4+0)
- Rusko (7+8)
- Slovensko (1+1)
- Španělsko (4+4)
- Moldavsko (1+0)
- Švédsko (12+11)
- Švýcarsko (10+10)
- Turecko (1+1)
- Ukrajina (8+5)
- USA (3+0)

- Poznámka: Čísla v závorkách označují počet mužů a žen v jednotlivých výpravách.*[5]

## Závod vesprintu (Sprint)

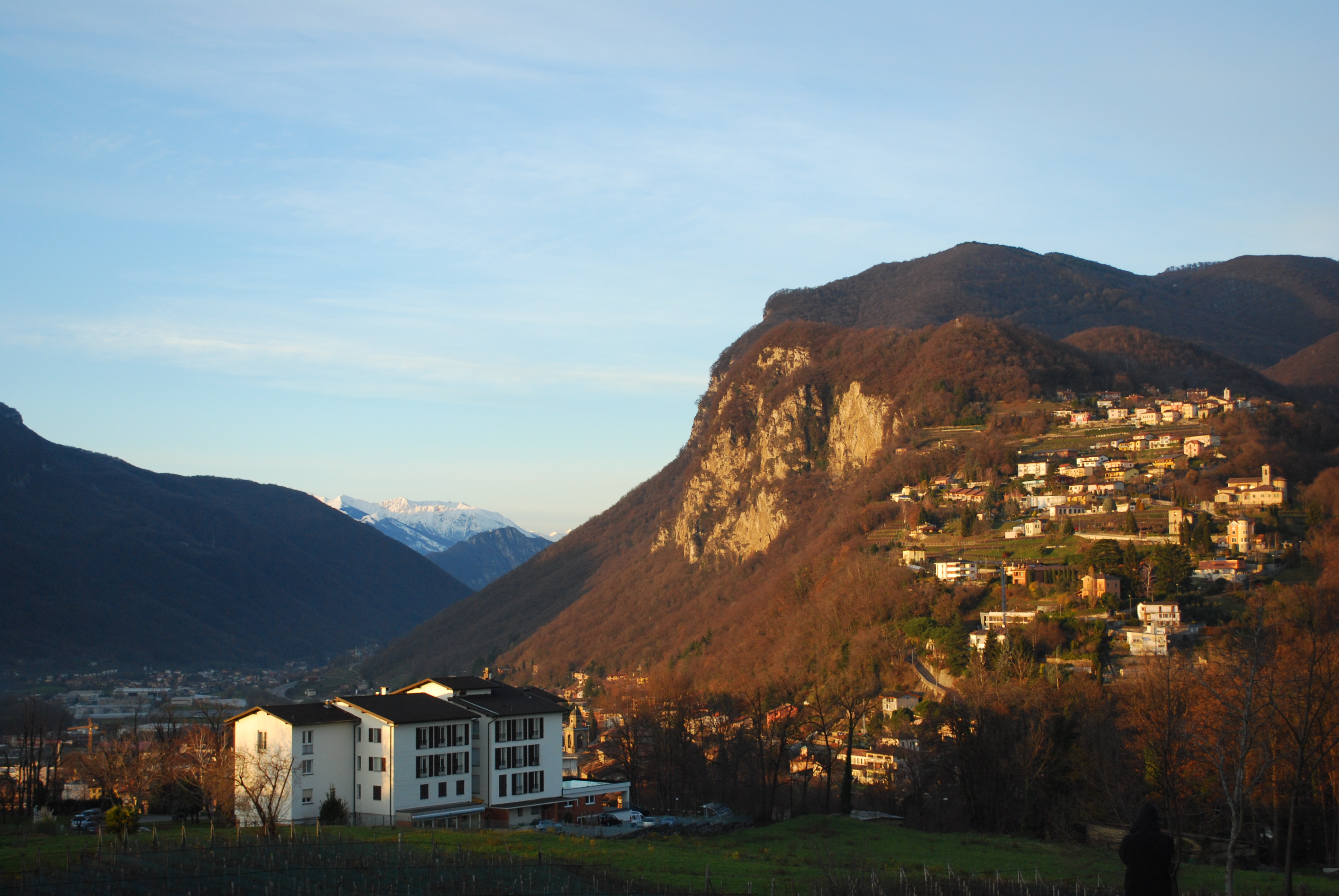
Monte Generoso - panorama města Mendrisio

Závod ve sprintu na Mistrovství Evropy v orientačním běhu 2018 se uskutečnil 6. května 2018 a byl prvním individuálním závodem šampionátu. Dopolední kvalifikace proběhla v historickém centru Bellinzony, zatímco finálový závod se konal v Mendrisio. Trať sprintu vedla převážně městským prostředím s kombinací úzkých uliček, otevřených prostor a umělých překážek, které limitovaly přímé postupy a kladly vysoké nároky na rychlé rozhodování a přesnou navigaci. Terén byl dobře průběžný s minimálním převýšením, což přispělo k velmi těsným výsledkům, kde o medailových pozicích rozhodovaly sekundy. Kvalifikace byla rozdělena do tří skupin, přičemž do finále postupovalo 17 nejlepších evropských závodníků z každé skupiny, doplněných o nejlepší neevropské běžce. Vzhledem k pravidlům Mezinárodní federace orientačního běhu nebylo v závodě povoleno použití obuvi s kovovými hroty a mapy byly vytištěny na voděodolném papíře s poslední revizí v březnu 2018. Sprint v Mendrisiu patřil mezi nejrychlejší závody mistrovství a díky technické náročnosti tratě ovlivněné umělými překážkami byl klíčovým testem pro závodníky v jejich mapové přesnosti a rozhodovacích schopnostech.
Finálový závod sprintu, který se konal v Mendrisio, přinesl historický výsledek v mužské kategorii, kde se o titul podělili dva švýcarští závodníci. Matthias Kyburz a Daniel Hubmann doběhli do cíle ve stejném čase 14:44, čímž si oba připsali zlato. Bronzovou medaili získal Kristian Jones z Velké Británie, který na vítěze ztratil 15 sekund. Závod byl mimořádně vyrovnaný a rozhodovaly sebemenší detaily. Na čtvrtém místě skončil Ruslan Glibov z Ukrajiny, následovaný Martinem Hubmannem, mladším bratrem vítěze. Do první desítky se dále vešli Florian Howald (Švýcarsko), Yannick Michiels (Belgie), Vojtěch Král (Česko), Jonas Leandersson (Švédsko) a Gustav Bergman (Švédsko). V ženské kategorii zvítězila Tove Alexanderssonová ze Švédska, která potvrdila svou roli favoritky. Stříbrnou medaili získala Judith Wyderová ze Švýcarska, čímž Švýcarsko přidalo do medailové sbírky další úspěch. Bronz si odvezla Natalija Gemperleová reprezentující Rusko. Celkově bylo finále sprintu mimořádně úspěšné pro švýcarskou reprezentaci, která měla ve výsledkové listině čtyři muže a pět žen v první desítce.
| Zkrácené výsledky                                                                                             | Zkrácené výsledky                                                                                             | Zkrácené výsledky                                                                                             | Zkrácené výsledky                                                                                             | Zkrácené výsledky                                                                                           | Zkrácené výsledky                                                                                           | Zkrácené výsledky                                                                                           | Zkrácené výsledky                                                                                           |
| Muži | Muži | Muži | Muži | Ženy | Ženy | Ženy | Ženy |
| --- | --- | --- | --- | --- | --- | --- | --- |
| - Traťové parametry: 4,1 km, 100 m převýšení, 27 kontrol. - Mapa: Mendrisio 1:4 000, E = 2,5 m - 54 závodníků | - Traťové parametry: 4,1 km, 100 m převýšení, 27 kontrol. - Mapa: Mendrisio 1:4 000, E = 2,5 m - 54 závodníků | - Traťové parametry: 4,1 km, 100 m převýšení, 27 kontrol. - Mapa: Mendrisio 1:4 000, E = 2,5 m - 54 závodníků | - Traťové parametry: 4,1 km, 100 m převýšení, 27 kontrol. - Mapa: Mendrisio 1:4 000, E = 2,5 m - 54 závodníků | - Traťové parametry: 3,7 km, 90 m převýšení, 13 kontrol. - Mapa: Mendrisio 1:4 000, E = 2,5 m - 52 závodnic | - Traťové parametry: 3,7 km, 90 m převýšení, 13 kontrol. - Mapa: Mendrisio 1:4 000, E = 2,5 m - 52 závodnic | - Traťové parametry: 3,7 km, 90 m převýšení, 13 kontrol. - Mapa: Mendrisio 1:4 000, E = 2,5 m - 52 závodnic | - Traťové parametry: 3,7 km, 90 m převýšení, 13 kontrol. - Mapa: Mendrisio 1:4 000, E = 2,5 m - 52 závodnic |
| Umístění | Jméno | Čas | Ztráta | Umístění | Jméno | Čas | Ztráta |
| Zlatá medaile                                                                                                 | Matthias Kyburz                                                                                               | 14:44 | | Zlatá medaile                                                                                               | Tove Alexanderssonová                                                                                       | 15:16 | |
| Zlatá medaile                                                                                                 | Daniel Hubmann                                                                                                | 14:44 | +0:00 | Stříbrná medaile                                                                                            | Judith Wyderová                                                                                             | 15:40 | +0:24 |
| Bronzová medaile                                                                                              | Kristian Jones                                                                                                | 14:59 | +0:15 | Bronzová medaile                                                                                            | Natalija Gemperleová                                                                                        | 15:49 | +0:33 |
| 4. | Ruslan Glibov                                                                                                 | 15:08 | +0:24 | 4. | Maja Almová                                                                                                 | 16:00 | +0:44 |
| 5. | Martin Hubmann                                                                                                | 15:22 | +0:38 | 5. | Simona Aebersoldová                                                                                         | 16:04 | +0:48 |
| 6. | Florian Howald                                                                                                | 15:26 | +0:42 | 6. | Elena Roos                                                                                                  | 16:18 | +1:02 |
| Oficiální výsledky (IOF)                                                                                      | | | | | | | |

## Závod nakrátké trati (Middle)

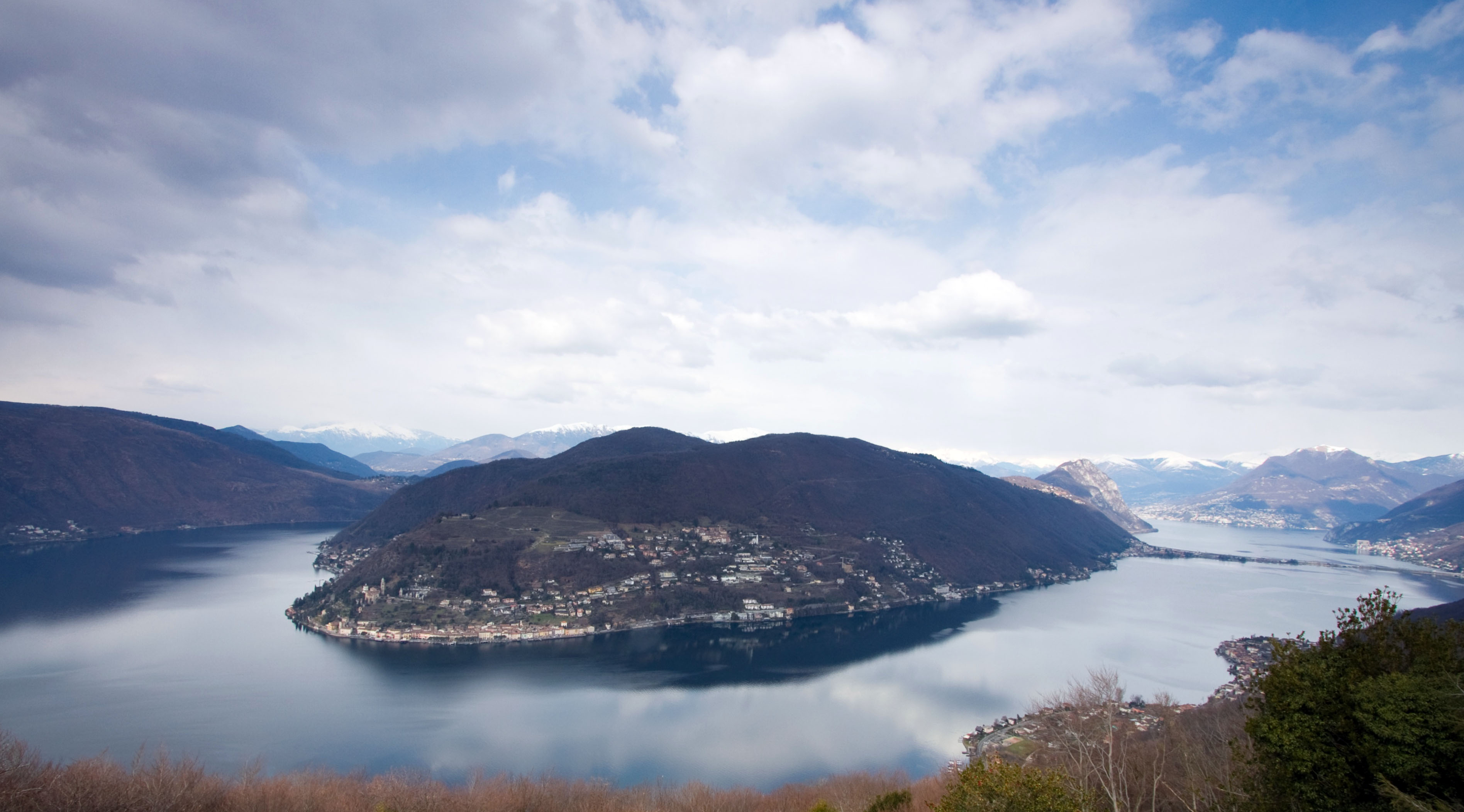
Panoramatický pohled na Morcote a Luganské jezero ze Serpiana

Závod na krátké trati v rámci Mistrovství Evropy v orientačním běhu 2018 se konal 9. května 2018 v lesním terénu v oblasti Serpiano. Kvalifikace se uskutečnila o den dříve v Carona. Finálová trať byla postavena v technicky náročném horském prostředí s prudkými svahy, hustým podrostem a omezenou viditelností, což kladlo vysoké nároky na mapovou techniku a fyzickou připravenost závodníků. Terén obsahoval množství detailních tvarů a vegetačních hran, které ztěžovaly orientaci.
V mužské kategorii obhájil titul z předchozího šampionátu Matthias Kyburz (SUI), který na 5,4 km dlouhé trati zvítězil s časem 34:25. Druhé místo obsadil jeho reprezentační kolega Florian Howald se ztrátou 1:10. Bronz si odvezl Olav Lundanes z Norska, který doběhl s odstupem 1:22. Do první desítky se dále zařadili Valentin Novikov (RUS), Ruslan Glibov (UKR), Fabian Hertner (SUI), Daniel Hubmann (SUI), Johan Runesson (SWE), Jonas Egger (SUI) a Vojtěch Král (CZE). V ženské kategorii triumfovala Marika Teini z Finska, která vybojovala svůj první titul mistryně Evropy. O osm sekund zpět zaostala Tove Alexanderssonová (SWE), která získala stříbro. Bronz putoval do Švýcarska zásluhou Simony Aebersoldová, která se prosadila mezi elitní závodnice i přes svůj juniorský věk. Závod byl velmi těsný, což dokazuje i umístění dalších závodnic – do první desítky se vešly Taťána Rjabkinová (RUS), Catherine Taylor (GBR), Natalija Gemperleová (RUS), Sabine Hauswirthová (SUI), Silje Ekroll Jahrenová (NOR), Andrine Benjaminsen (NOR) a Sofia Haajanen (FIN).
| Zkrácené výsledky | Zkrácené výsledky | Zkrácené výsledky | Zkrácené výsledky | Zkrácené výsledky | Zkrácené výsledky | Zkrácené výsledky | Zkrácené výsledky |
| Muži | Muži | Muži | Muži | Ženy | Ženy | Ženy | Ženy |
| --- | --- | --- | --- | --- | --- | --- | --- |
| - Traťové parametry: 5,3 km, 320 m převýšení, 19 kontrol. - Mapa: Monte S. Giorgio 1 : 10 000, E = 5 m - 53 závodníků | - Traťové parametry: 5,3 km, 320 m převýšení, 19 kontrol. - Mapa: Monte S. Giorgio 1 : 10 000, E = 5 m - 53 závodníků | - Traťové parametry: 5,3 km, 320 m převýšení, 19 kontrol. - Mapa: Monte S. Giorgio 1 : 10 000, E = 5 m - 53 závodníků | - Traťové parametry: 5,3 km, 320 m převýšení, 19 kontrol. - Mapa: Monte S. Giorgio 1 : 10 000, E = 5 m - 53 závodníků | - Traťové parametry: 4,2 km, 205 m převýšení, 16 kontrol. - Mapa: Monte S. Giorgio 1 : 10 000, E = 5 m - 52 závodnic | - Traťové parametry: 4,2 km, 205 m převýšení, 16 kontrol. - Mapa: Monte S. Giorgio 1 : 10 000, E = 5 m - 52 závodnic | - Traťové parametry: 4,2 km, 205 m převýšení, 16 kontrol. - Mapa: Monte S. Giorgio 1 : 10 000, E = 5 m - 52 závodnic | - Traťové parametry: 4,2 km, 205 m převýšení, 16 kontrol. - Mapa: Monte S. Giorgio 1 : 10 000, E = 5 m - 52 závodnic |
| Umístění | Jméno | Čas | Ztráta | Umístění | Jméno | Čas | Ztráta |
| Zlatá medaile | Matthias Kyburz | 34:25 | | Zlatá medaile | Marika Teini | 35:44 | |
| Stříbrná medaile | Florian Howald | 35:35 | +1:10 | Stříbrná medaile | Tove Alexanderssonová                                                                                                | 35:52 | +0:08 |
| Bronzová medaile | Olav Lundanes | 35:47 | +1:22 | Bronzová medaile | Simona Aebersoldová                                                                                                  | 36:02 | +0:18 |
| 4. | Valentin Novikov | 36:17 | +1:52 | 4. | Taťána Rjabkinová | 37:12 | +1:28 |
| 5. | Ruslan Glibov | 36:49 | +2:24 | 5. | Catherine Taylor | 37:25 | +1:41 |
| 6. | Fabian Hertner | 37:16 | +2:51 | 6. | Natalija Gemperleová                                                                                                 | 37:46 | +2:02 |
| Oficiální výsledky (IOF)                                                                                              | | | | | | | |

## Závod sprintových štafet (Sprint relay)
Závod sprintových štafet na Mistrovství Evropy v orientačním běhu 2018 se uskutečnil 10. května 2018 v Tesserete, kde se čtyřčlenné týmy utkaly na městské trati kombinující úzké uličky, otevřené plochy a parky. Každý tým tvořili dva muži a dvě ženy, přičemž první a poslední úsek běžela žena. Charakter závodu vyžadoval nejen rychlost, ale i precizní volbu postupů a efektivní práci s mapou v husté městské zástavbě.
Švýcarský tým ve složení Judith Wyderová, Florian Howald, Martin Hubmann a Elena Roos si doběhl pro zlato v čase 1:02:45. Rozhodující náskok získala Wyder již na prvním úseku, kde si vytvořila výrazné vedení. Howald a Hubmann udrželi stabilní tempo, zatímco Roos na závěrečném úseku zvládla tlak soupeřek a doběhla do cíle s komfortním náskokem. Stříbro získalo Švédsko ve složení Lina Strand, Emil Svensk, Jonas Leandersson a Karolin Ohlsson, kteří na vítěze ztratili 1:12. Bronz vybojoval tým Norska (Sigrid Alexandersen, Trond Einar Moen Pedersli, Øystein Kvaal Østerbø a Andrine Benjaminsen), který zaostal o 3:10. Na čtvrtém místě skončil tým České republiky (Denisa Kosová, Miloš Nykodým, Vojtěch Král, Jana Knapová), který od bronzové medaile dělilo pouhých 6 sekund. Páté místo obsadilo Rakousko, následované týmem Velké Británie. Celkově byla soutěž poznamenána velmi těsnými souboji, zejména na posledním úseku, kde se rozhodovalo o konečném pořadí na medailových pozicích. Výsledky opět potvrdily dominanci švýcarských závodníků v rychlých městských závodech.
| - Traťové parametry: Úsek 1: 3,6 km / 110 m / 18 kontrol, Úsek 2: 4,0 km / 125 m / 19 kontrol, Úsek 3: 4,0 km / 125 m / 19 kontrol, Úsek 4: 3,6 km / 110 m / 18 kontrol - Mapa: Capriasca paese 1:10 000, E = 5 m - 21 štafet |                                                                                                   |         |        |
| Umístění | Jméno                                                                                             | Čas     | Ztráta |
| Zlatá medaile | Švýcarsko Judith Wyderová, Florian Howald, Martin Hubmann, Elena Roos                             | 1:02:45 | –      |
| Stříbrná medaile | Švédsko Lina Strand, Emil Svensk, Jonas Leandersson, Karolin Ohlsson                              | 1:03:57 | +1:12  |
| Bronzová medaile | Norsko Sigrid Alexandersen, Trond Einar Moen Pedersli, Øystein Kvaal Østerbø, Andrine Benjaminsen | 1:05:55 | +3:10  |
| 4. | Česko Denisa Kosová, Miloš Nykodým, Vojtěch Král, Jana Knapová                                    | 1:06:01 | +3:16  |
| 5. | Rakousko Ursula Kadan, Gernot Kerschbaumer, Robert Merl, Laura Ramstein                           | 1:06:05 | +3:20  |
| 6. | Spojené království Charlotte Ward, Peter Hodkinson, Kristian Jones, Alice Leake                   | 1:06:20 | +3:35  |
| Oficiální výsledky a mapy |                                                                                                   |         |        |

## Závod štafet (Relay)

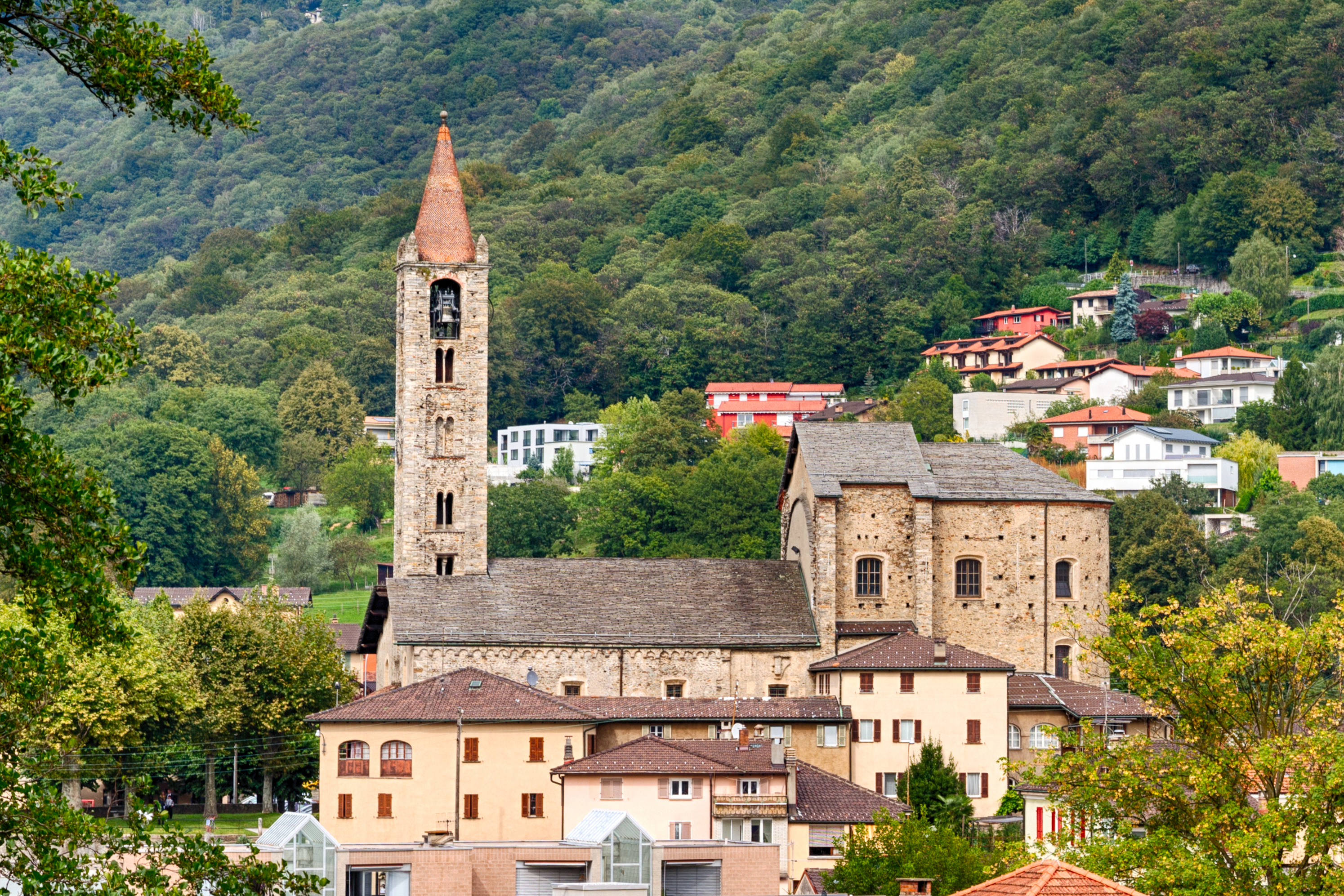
Oblast Tesserete, kde se konal závod štafet

Závod štafet na Mistrovství Evropy v orientačním běhu 2018 se uskutečnil 12. května 2018 v Tesserete, kde se běželo v technicky náročném lesním terénu s prudkými svahy, hustou vegetací a omezenou viditelností. Závodilo se ve tříčlenných štafetách a celkově startovalo 36 týmů v mužské kategorii a 24 týmů v ženské kategorii. Průběh závodu ovlivnilo oblačné počasí, teplota se pohybovala okolo 20 °C, vlhkost dosahovala 72 % a vítr vanul z jihu rychlostí 5 km/h. Podmínky tak byly poměrně příznivé, i když vyšší vlhkost mohla mírně zpomalit běžce v hustých lesních pasážích. V mužském závodě zvítězila štafeta Norska ve složení Eskil Kinneberg, Magne Dæhli a Olav Lundanes, která si v závěrečné části udržela náskok na stříbrný tým Švýcarska. Švýcaři běželi ve složení Florian Howald, Matthias Kyburz a Daniel Hubmann a na vítěze ztratili pouhých 30 sekund. Bronz získal druhý tým Švýcarska, který na vítěze ztratil 1:51. Na čtvrtém místě skončila reprezentace Francie, následovaná týmem České republiky ve složení Pavel Kubát, Miloš Nykodým a Vojtěch Král, který obsadil páté místo. V ženském závodě dominovaly domácí reprezentantky. První švýcarská štafeta ve složení Judith Wyderová, Elena Roos a Julia Gross zvítězila v čase 1:45:56, s náskokem 1:19 před druhým týmem Švýcarska, který tvořily Paula Gross, Simona Aebersoldová a Sarina Jenzerová. Bronz získalo Švédsko, čtvrté místo obsadilo Dánsko, následované Norskem na páté pozici. Tento závod potvrdil dominanci švýcarské reprezentace, která v kategorii žen obsadila první dvě příčky a v mužské kategorii měla dvě štafety v první trojici. Norský tým si vítězstvím v mužském závodě zajistil první a jediný titul na tomto mistrovství.
| Výsledky štafetových závodů                                                                         | Výsledky štafetových závodů                                                                         | Výsledky štafetových závodů                                                                         | Výsledky štafetových závodů                                                                         | Výsledky štafetových závodů                                                                         | Výsledky štafetových závodů                                                                         | Výsledky štafetových závodů                                                                         | Výsledky štafetových závodů                                                                         |
| Muži                                                                                                | Muži                                                                                                | Muži                                                                                                | Muži                                                                                                | Ženy                                                                                                | Ženy                                                                                                | Ženy                                                                                                | Ženy                                                                                                |
| Traťové parametry: 7,3 km, 290 m převýšení, 24 kontrol Mapa: Tessserete 1:10 000, E = 5 m 22 štafet | Traťové parametry: 7,3 km, 290 m převýšení, 24 kontrol Mapa: Tessserete 1:10 000, E = 5 m 22 štafet | Traťové parametry: 7,3 km, 290 m převýšení, 24 kontrol Mapa: Tessserete 1:10 000, E = 5 m 22 štafet | Traťové parametry: 7,3 km, 290 m převýšení, 24 kontrol Mapa: Tessserete 1:10 000, E = 5 m 22 štafet | Traťové parametry: 5,6 km, 250 m převýšení, 20 kontrol Mapa: Tessserete 1:10 000, E = 5 m 18 štafet | Traťové parametry: 5,6 km, 250 m převýšení, 20 kontrol Mapa: Tessserete 1:10 000, E = 5 m 18 štafet | Traťové parametry: 5,6 km, 250 m převýšení, 20 kontrol Mapa: Tessserete 1:10 000, E = 5 m 18 štafet | Traťové parametry: 5,6 km, 250 m převýšení, 20 kontrol Mapa: Tessserete 1:10 000, E = 5 m 18 štafet |
| Umístění                                                                                            | Jméno                                                                                               | Čas                                                                                                 | Ztráta                                                                                              | Umístění                                                                                            | Jméno                                                                                               | Čas                                                                                                 | Ztráta                                                                                              |
| --------------------------------------------------------------------------------------------------- | --------------------------------------------------------------------------------------------------- | --------------------------------------------------------------------------------------------------- | --------------------------------------------------------------------------------------------------- | --------------------------------------------------------------------------------------------------- | --------------------------------------------------------------------------------------------------- | --------------------------------------------------------------------------------------------------- | --------------------------------------------------------------------------------------------------- |
| Zlatá medaile                                                                                       | Norsko Eskil Kinneberg, Magne Dæhli, Olav Lundanes                                                  | 1:55:40                                                                                             | –                                                                                                   | Zlatá medaile                                                                                       | Švýcarsko Judith Wyderová, Elena Roos, Julia Gross                                                  | 1:45:56                                                                                             | –                                                                                                   |
| Stříbrná medaile                                                                                    | Švýcarsko Florian Howald, Matthias Kyburz, Daniel Hubmann                                           | 1:56:10                                                                                             | +0:30                                                                                               | Stříbrná medaile                                                                                    | Švédsko Lina Strand, Sara Hagström, Karolin Ohlsson                                                 | 1:48:07                                                                                             | +2:11                                                                                               |
| Bronzová medaile                                                                                    | Francie Nicolas Rio, Lucas Basset, Frédéric Tranchand                                               | 1:58:47                                                                                             | +3:07                                                                                               | Bronzová medaile                                                                                    | Dánsko Cecilie Friberg Klysner, Ida Bobachová, Maja Almová                                          | 1:48:09                                                                                             | +2:13                                                                                               |
| 4.                                                                                                  | Česko Pavel Kubát, Miloš Nykodým, Vojtěch Král                                                      | 1:59:34                                                                                             | +3:54                                                                                               | 4.                                                                                                  | Norsko Sigrid Alexandersen, Silje Ekroll Jahrenová, Andrine Benjaminsen                             | 1:48:18                                                                                             | +2:22                                                                                               |
| 5.                                                                                                  | Spojené království Kristian Jones, Peter Hodkinson, Ralph Street                                    | 2:00:07                                                                                             | +4:27                                                                                               | 5.                                                                                                  | Rusko Anastasia Rudnaia, Světlana Mironovová, Taťána Rjabkinová                                     | 1:48:26                                                                                             | +2:30                                                                                               |
| 6.                                                                                                  | Rusko Andrej Chramov, Dmitrij Cvetkov, Valentin Novikov                                             | 2:00:59                                                                                             | +5:19                                                                                               | 6.                                                                                                  | Finsko Sofia Haajanen, Maija Sianoja, Anna Haataja                                                  | 1:48:31                                                                                             | +2:35                                                                                               |
| Oficiální výsledky a mapy                                                                           | | | | | | | |

## Závod naklasické trati (Long)
Závod na klasické trati na Mistrovství Evropy v orientačním běhu 2018 se uskutečnil 13. května 2018 v oblasti Capriasca. Tratě vedly rozlehlými horskými loukami a lesními úseky, kde se střídaly otevřené prostory s hustší vegetací a prudkými svahy. Délka tratí, technická náročnost a převýšení kladly vysoké fyzické i orientační nároky na závodníky. Podmínky na trati ovlivnilo oblačné počasí, teplota dosahovala 18 °C, vlhkost byla vysoká – 87 % a vítr byl mírný, vanoucí rychlostí 2 km/h jihozápadním směrem. Vysoká vlhkost mohla způsobovat větší únavu závodníků, zejména v hustě zalesněných částech tratě. V mužské kategorii zvítězil norský reprezentant Olav Lundanes, který triumfoval v čase 1:34:42 a obhájil tak titul mistra Evropy z předchozího šampionátu. Druhé místo obsadil Matthias Kyburz ze Švýcarska se ztrátou 52 sekund a třetí skončil Gernot Kerschbaumer z Rakouska, který na vítěze ztratil 1:12. Čtvrtý doběhl Frédéric Tranchand z Francie, páté místo obsadil Daniel Hubmann a na šestém místě skončil Martin Hubmann (oba Švýcarsko). V ženské kategorii triumfovala Tove Alexanderssonová ze Švédska, která ovládla závod v čase 1:21:08. Druhá se ztrátou 5 minut finišovala Natalija Gemperleová reprezentující Rusko. Bronz získala Julia Gross ze Švýcarska, která na vítězku ztratila 5:41. Na čtvrtém místě skončila další švýcarská závodnice Sabine Hauswirthová, pátá byla Maja Almová z Dánska a šestá Maija Sianoja z Finska. Závod na klasické trati potvrdil dominanci Olava Lundanese, který si připsal další titul, a také vyrovnanost ženské špičky, kde o medailích rozhodovaly minuty. Švýcarská reprezentace si připsala další cenné medaile, ale hlavní triumf si odnesli Norové a Švédové.
| Zkrácené výsledky                                                                                               | Zkrácené výsledky                                                                                               | Zkrácené výsledky                                                                                               | Zkrácené výsledky                                                                                               | Zkrácené výsledky                                                                                              | Zkrácené výsledky                                                                                              | Zkrácené výsledky                                                                                              | Zkrácené výsledky                                                                                              |
| Muži | Muži | Muži | Muži | Ženy | Ženy | Ženy | Ženy |
| --- | --- | --- | --- | --- | --- | --- | --- |
| - Traťové parametry: 14,9 km, 890 m převýšení, 35 kontrol. - Mapa: Capriasca 1 : 15 000, E = 5 m - 55 závodníků | - Traťové parametry: 14,9 km, 890 m převýšení, 35 kontrol. - Mapa: Capriasca 1 : 15 000, E = 5 m - 55 závodníků | - Traťové parametry: 14,9 km, 890 m převýšení, 35 kontrol. - Mapa: Capriasca 1 : 15 000, E = 5 m - 55 závodníků | - Traťové parametry: 14,9 km, 890 m převýšení, 35 kontrol. - Mapa: Capriasca 1 : 15 000, E = 5 m - 55 závodníků | - Traťové parametry: 11,2 km, 630 m převýšení, 25 kontrol. - Mapa: Capriasca 1 : 15 000, E = 5 m - 55 závodnic | - Traťové parametry: 11,2 km, 630 m převýšení, 25 kontrol. - Mapa: Capriasca 1 : 15 000, E = 5 m - 55 závodnic | - Traťové parametry: 11,2 km, 630 m převýšení, 25 kontrol. - Mapa: Capriasca 1 : 15 000, E = 5 m - 55 závodnic | - Traťové parametry: 11,2 km, 630 m převýšení, 25 kontrol. - Mapa: Capriasca 1 : 15 000, E = 5 m - 55 závodnic |
| Umístění | Jméno | Čas | Ztráta | Umístění | Jméno | Čas | Ztráta |
| Zlatá medaile                                                                                                   | Olav Lundanes                                                                                                   | 1:34:42 | | Zlatá medaile                                                                                                  | Tove Alexanderssonová                                                                                          | 1:21:08 | |
| Stříbrná medaile                                                                                                | Matthias Kyburz                                                                                                 | 1:35:34 | +0:52 | Stříbrná medaile                                                                                               | Natalija Gemperleová                                                                                           | 1:26:08 | +5:00 |
| Bronzová medaile                                                                                                | Gernot Kerschbaumer                                                                                             | 1:35:54 | +1:12 | Bronzová medaile                                                                                               | Julia Gross | 1:26:49 | +5:41 |
| 4. | Frédéric Tranchand                                                                                              | 1:36:09 | +1:27 | 4. | Sabine Hauswirthová                                                                                            | 1:29:04 | +7:56 |
| 5. | Daniel Hubmann                                                                                                  | 1:36:35 | +1:53 | 5. | Maja Almová | 1:29:10 | +8:02 |
| 6. | Martin Hubmann                                                                                                  | 1:37:35 | +2:53 | 6. | Maija Sianoja                                                                                                  | 1:30:07 | +8:59 |
| Oficiální výsledky a mapy                                                                                       | | | | | | | |

## Medailové pořadí podle zemí
Pořadí zúčastněných zemí podle získaných medailí v jednotlivých závodech mistrovství (tzv. olympijského hodnocení).
| Medailové pořadí podle zemí | Medailové pořadí podle zemí | Medailové pořadí podle zemí | Medailové pořadí podle zemí | Medailové pořadí podle zemí | Medailové pořadí podle zemí |
| Pořadí                      | Stát                        | Zlatá medaile               | Stříbrná medaile            | Bronzová medaile            | Celkem                      |
| --------------------------- | --------------------------- | --------------------------- | --------------------------- | --------------------------- | --------------------------- |
| Zlatá medaile               | Švýcarsko                   | 5                           | 4                           | 2                           | 11                          |
| Stříbrná medaile            | Švédsko                     | 2                           | 3                           |                             | 5                           |
| Bronzová medaile            | Norsko                      | 2                           |                             | 2                           | 4                           |
| 4.                          | Finsko                      | 1                           |                             |                             | 1                           |
| 5.                          | Rusko                       |                             | 1                           | 1                           | 2                           |
| 6.                          | Spojené království          |                             |                             | 1                           | 1                           |
| 6.                          | Francie                     |                             |                             | 1                           | 1                           |
| 6.                          | Dánsko                      |                             |                             | 1                           | 1                           |
| 6.                          | Rakousko                    |                             |                             | 1                           | 1                           |

## Česká reprezentace na ME
Česko reprezentovalo 5 mužů a 7 žen. 
| Přehled umístění českých reprezentantů | Přehled umístění českých reprezentantů | Přehled umístění českých reprezentantů | Přehled umístění českých reprezentantů | Přehled umístění českých reprezentantů | Přehled umístění českých reprezentantů | Přehled umístění českých reprezentantů | Přehled umístění českých reprezentantů | Přehled umístění českých reprezentantů | Přehled umístění českých reprezentantů | Přehled umístění českých reprezentantů | Přehled umístění českých reprezentantů |
| Muži                                   | Muži                                   | Muži                                   | Muži                                   | Muži                                   | Muži                                   | Ženy                                   | Ženy                                   | Ženy                                   | Ženy                                   | Ženy                                   | Ženy                                   |
| Jméno                                  | Klasika                                | Krátká                                 | Sprint                                 | Štafety                                | Mix štafety                            | Jméno                                  | Klasika                                | Krátká                                 | Sprint                                 | Štafety                                | Mix štafety                            |
| -------------------------------------- | -------------------------------------- | -------------------------------------- | -------------------------------------- | -------------------------------------- | -------------------------------------- | -------------------------------------- | -------------------------------------- | -------------------------------------- | -------------------------------------- | -------------------------------------- | -------------------------------------- |
| Vojtěch Král                           | 13. místo                              | 10. místo                              | 7. místo                               | 4. místo                               | 4. místo                               | Vendula Horčičková                     | 39. místo                              | 18. místo                              | 27. místo                              | X                                      | X                                      |
| Pavel Kubát                            | 38. místo                              | X                                      | X                                      | 4. místo                               | X                                      | Adéla Indráková                        | 33. místo                              | 21. místo                              | 33. místo                              | X                                      | X                                      |
| Miloš Nykodým                          | 7. místo                               | 19. místo                              |                                        | 4. místo                               | 4. místo                               | Tereza Janošíková                      | X                                      | 34. místo                              | 35. místo                              | X                                      | X                                      |
| Vojtěch Sýkora                         | X                                      | 41. místo                              | 45. místo                              | X                                      | X                                      | Jana Knapová                           | 16. místo                              | 22. místo                              | 29. místo                              | X                                      | 4. místo                               |
| Daniel Hájek                           | X                                      | 42. místo                              | X                                      | X                                      | X                                      | Denisa Kosová                          | X                                      | 50. místo                              | X                                      | X                                      | 4. místo                               |
|                                        |                                        |                                        |                                        |                                        |                                        | Lenka Mechlová                         | X                                      | 43. místo                              | X                                      | 14. místo                              | X                                      |
|                                        |                                        |                                        |                                        |                                        |                                        | Karolína Šiková                        | X                                      | X                                      | X                                      | 14. místo                              | X                                      |